# Dictyna ectrapela
Dictyna ectrapela är en spindelart som först beskrevs av Eugen von Keyserling 1886.  Dictyna ectrapela ingår i släktet Dictyna och familjen kardarspindlar.
Artens utbredningsområde är Peru. Inga underarter finns listade i Catalogue of Life.